# Holsted Sogn (Vejen Kommune)
 For alternative betydninger, se Holsted Sogn. (Se også artikler, som begynder med Holsted Sogn)
Holsted Sogn er et sogn i Malt Provsti (Ribe Stift).
Holsted Sogn var anneks til Føvling Sogn indtil 1895, hvor det blev anneks til Brørup Sogn. Brørup og Lindknud Sogn dannede en sognekommune, mens Holsted dannede sognekommune med Føvling Sogn, der var et selvstændigt pastorat. Alle 4 sogne hørte til Malt Herred i Ribe Amt. Senere blev de to sognekommuner delt, så hvert af de 4 sogne var en selvstændig sognekommune. 
Ved kommunalreformen i 1970 indgik Brørup og den østlige del af Lindknud med byen Lindknud i Brørup Kommune. Holsted, Føvling og den vestlige del af Lindknud med byen Hovborg indgik i Holsted Kommune. Brørup og Holsted kommuner blev ved strukturreformen i 2007 indlemmet i Vejen Kommune.
I 1928 blev Sankt Peders Kirke opført i Holsted Stationsby, og Sankt Peders blev et kirkedistrikt i Holsted Sogn. I 2010 blev Sankt Peders Kirkedistrikt udskilt som det selvstændige Sankt Peders Sogn.
I Holsted Sogn ligger Holsted Kirke.
I Holsted Sogn og Sankt Peders Sogn findes følgende autoriserede stednavne:
- Bjøvlund Plantage (areal)
- Bøgebjerg (areal)
- Egebjerg (areal)
- Favrskov (bebyggelse, ejerlav)
- Gørklint (bebyggelse, ejerlav)
- Holsted (bebyggelse)
- Holsted Mose (areal)
- Holsted Stationsby (bebyggelse)
- Holsted Vesterby (bebyggelse)
- Hulkær (bebyggelse, ejerlav)
- Lintrup (bebyggelse, ejerlav)
- Løbners (bebyggelse)
- Løbners Plantage (areal)
- Nørre Holsted (bebyggelse)
- Rolighed (bebyggelse)
- Sekær (bebyggelse, ejerlav)
- Skyggedal (bebyggelse)
- Særmark (bebyggelse, ejerlav)
- Sønder Holsted (bebyggelse, ejerlav)
- Treager (bebyggelse)
- Ålund (bebyggelse)